# Rasbora gerlachi
Rasbora gerlachi és una espècie de peix cipriniforme de la família dels ciprínids que es troba al Camerun.